# Partido Socialista Autónomo
El Partido Socialista Autónomo fue un partido político francés fundado en 1958 por Edouard Depreux, y proveniente de una escisión de la SFIO. Al partido se unió Pierre Mendès-France. 
El PSA se fusiona en 1960 con la Unión de Izquierda Socialista y Tribune du communisme para dar lugar al Partido Socialista Unificado.
- Datos: Q688738